# Ramphotyphlops
Genre
Synonymes
- Funkityphlops Hoser, 2012
- Johnwilsontyphlops Hoser, 2012
- Oxytyphlops Hoser, 2012

Ramphotyphlops est un genre de serpents de la famille des Typhlopidae. 

## Répartition
Les 21 espèces de ce genre se rencontrent en Océanie et en Asie du Sud-Est.

## Description
Ces serpents aveugles sont beiges, rouges, bruns ou noirs. Ils sont petits, avec une tête dans le prolongement du corps. Ils sont supposés se nourrir de vers, larves et œufs de fourmis et de termites.
Ce sont des reptiles ovipares pour les espèces qui ont été observées.

## Liste d'espèces
Selon The Reptile Database (4 septembre 2014) :
- Ramphotyphlops acuticaudus (Peters, 1877)
- Ramphotyphlops adocetus Wynn, Reynolds, Buden, Falanruw & Lynch, 2012
- Ramphotyphlops angusticeps (Peters, 1877)
- Ramphotyphlops becki (Tanner, 1948)
- Ramphotyphlops bipartitus (Sauvage, 1879)
- Ramphotyphlops conradi (Peters, 1875)
- Ramphotyphlops cumingii (Gray, 1845)
- Ramphotyphlops depressus Peters, 1880
- Ramphotyphlops exocoeti (Boulenger, 1887)
- Ramphotyphlops flaviventer (Peters, 1864)
- Ramphotyphlops hatmaliyeb Wynn, Reynolds, Buden, Falanruw & Lynch, 2012
- Ramphotyphlops lineatus (Schlegel, 1839)
- Ramphotyphlops lorenzi (Werner, 1909)
- Ramphotyphlops mansuetus (Barbour, 1921)
- Ramphotyphlops marxi (Wallach, 1993)
- Ramphotyphlops multilineatus (Schlegel, 1839)
- Ramphotyphlops olivaceus (Gray, 1845)
- Ramphotyphlops similis (Brongersma, 1934)
- Ramphotyphlops suluensis (Taylor, 1918)
- Ramphotyphlops supranasalis (Brongersma, 1934)
- Ramphotyphlops willeyi (Boulenger, 1900)

## Taxinomie
Ce genre a été révisé par Hedges, Marion, Lipp, Marin et Vidal en 2014.

## Publication originale
- Fitzinger, 1843 : Systema Reptilium, fasciculus primus, Amblyglossae. Braumüller et Seidel, Wien, p. 1-106. (texte intégral).